# Tschechische Badminton-Mannschaftsmeisterschaft 2024
Die Tschechische Badminton-Mannschaftsmeisterschaft der Saison 2023/2024 gewann das Team von SK Stavos Brno Slatina.

## Vorrunde
- 1. SK Stavos Brno Slatina
- 2. BK 1973 Benátky nad Jizerou
- 3. B.O. Chance Ostrava Sportclub
- 4. BA Plzeň
- 5. BK Meteor Praha
- 6. TJ Sokol Klimkovice
- 7. Badminton FSpS MU
- 8. SKB Český Krumlov

## Halbfinale
- SK Stavos Brno Slatina – BK Meteor Praha:
- B.O. Chance Ostrava Sportclub –  BK 1973 Benátky nad Jizerou: 4:2

## Spiel um Platz 3
- BK 1973 Benátky nad Jizerou – BK Meteor Praha: 4:3

## Finale
- SK Stavos Brno Slatina –  B.O. Chance Ostrava Sportclub: 4:2